# 李広宏
李 広宏（り こうこう、1961年2月16日 - ）は中国蘇州市出身の歌手、翻訳家、作詞家。日本の歌の中国語訳を数多く手がけており、その訳詞は多くのテレビ・ラジオの中国語講座番組や語学雑誌の教材として採用されている。

## 略歴
中国蘇州の音楽一家に生まれ、幼い頃より民族楽器奏者の兄や声楽家の姉の影響を受けて育った。
11歳の時、ラジオから流れてくる日本の歌「夏の思い出」に感動し、日本に興味を持ち日本へ行くことを夢見るようになる。
16歳で中国の伝統劇である「滬劇（こげき）」の俳優となり、蘇州青年演劇祭において最優秀賞受賞。
1987年来日。中国語講師をしながら日本語、英語を学ぶ。翌1988年、テレビ東京の外国人歌謡大賞にて入賞。
1995年阪神・淡路大震災で、兵庫県西宮市にて被災。この時の経験が元となり、後に故郷の中国で四川大地震が発生した際にはチャリティーコンサートを行ったり、私財を投じて地元に学校を建てるなど支援活動に奔走した（詳細後述）。
1997年 - 1998年アメリカに語学留学、日本に帰国後、1999年日本の童謡、叙情歌を自ら中国語訳詞したCD「中国語で歌う日本の歌」を自主制作し、反響を呼んだ。
以後、日本国内および中国、アメリカ、フランスなどで精力的にコンサート活動を展開。中国・日本の歌にとどまらずクラシックや歌曲の訳詞も手がけ、多くのCDを発表している。

## 活動歴・エピソード

### 音楽
1999年10月、自ら中国語訳した初めてのCDアルバムに収録された「蘇州夜曲」（服部良一作曲）が、サントリー烏龍茶のCMに採用され話題になる。
2000年3月、音楽を通じて日本と中国そして世界の文化の架け橋になるべく活動する様子が、NHK衛星放送『ハローニッポン』にて紹介される。同番組は中国中央テレビ、北京テレビでも放送された。
2004年2月、自作2曲を収録した第6弾のCD「大地」を発表する。収録曲の一つである中国語版「遠くへ行きたい」は、作詞者の永六輔自身のラジオ番組で紹介された。同年4月金聖響が指揮をする（オーケストラ・アンサンブル金沢）と共演。5月には中国蘇州から二胡演奏者の兄、歌手である姉を招き、地元兵庫県西宮市でファミリーコンサートを開催、彼が歌い続けるテーマである「家族愛・人類愛・そして世界の平和」を家族と共に強く訴えた。
2006年4月、(サンフランシスコ桜祭り)に特別出演および歌舞伎シアターでコンサートを開催。同年7月日本語と中国語で歌う第8弾のCD「李広宏が歌う日本の心」発表。10月には世界遺産の庭園、故郷蘇州の滄浪亭で「お月見コンサート」を開催。
2007年9月、中国北京国際放送局に出演、同10月日中国交正常化35周年を記念して、北京の恭王府でコンサートを開催した。
2008年2月、南フランス、ボーソレイユ市の招きを請けて、当地でコンサートを開催。市長夫妻や市民の歓迎を受け、モナコ新聞にその模様を報じられた。
2008年6月、「千の風になって 」（新井満作詞作曲）の中国語版「我已成千之風」を、新井本人の賛同を得て完成させた。
2009年10月、『ヨーロッパのロマンPart1』を発売。クラシックやオペラの歌曲などが日本語、中国語、イタリア語、英語による歌唱で収録されている。
2009年12月、森山直太朗作詞作曲（さくら）を中国語訳詞。夏川りみのアルバムに収録された。

### 執筆・語学
2005年9月、岡部伊都子作の童話『シカの白ちゃん』を『梅花鹿小白的故事』とのタイトルで中国語翻訳し、自ら作詞作曲した「シカの白ちゃん」の歌と中国語朗読を収めたCDを付けて出版。この本は2006年には中国蘇州市の小学校や図書館、2009年には四川大地震の被災地に自らが設立した「四川李広宏日中友好僑愛学校」に寄贈された。
2007年10月、『中国語ジャーナル』（2006年4月-2007年3月）にて一年間掲載された『歌詞で学ぼう中国語』が、未発表の新たな曲も含めたCD付きでアルク社から単行本としてまとめられ出版された。
2007年12月、『中国語と日本語で歌う日本の心の歌』ピアノ伴奏楽譜付楽譜集出版。
2008年1月、来日20年の思いを綴った初のエッセイ集『老いた一本の桜の木』を発表。岡部伊都子の推薦を受ける。

### 四川大地震
2008年5月、母国中国の四川省で発生した四川大地震の大きな被害で、多くの子どもたちが犠牲になっていることに強く胸を痛めた李は早速義援金を募り、震災の一ヶ月後に激励のTシャツや子どもたちへの学用品などの支援物資と出来上がったばかりのCD『我已成千之風』（「千の風になって」の中国語版）を携えて被災地へ赴き激励のコンサートを開催、支援活動を行った。このコンサート活動は人民日報や四川テレビで大きく報じられ、日本の新聞でも「中国語で歌った『我已成千之風』は多くの中国の人々に生きる勇気を与え、心の癒しとなった。」と報じられた。また、一連の活動はNHKの番組でも特集としてとりあげられた。
帰国後、李は「私も阪神大震災での被災を経験した一人の父親として、級友や家族を失ってもなお学校に戻りたい、勉強したいと願う子供たちに強く心を打たれました」と語り、被災地への学校設立のためチャリティーコンサートを開催。多くの賛同の義援金が寄せられ、2009年9月、四川省徳陽市において『李広宏日中友好僑愛小学校』が竣工された。
2009年、日中の政府、民間団体、個人が救援活動や復興支援に尽力する様子を記録したドキュメンタリー映画「風を感じて」が製作され、李の四川での活動も作品内で紹介された。震源地に近い学校や農村へ赴き、子供達や現地の人々と交流する様子が収められており、李の歌う『我已成千之風』が映画のテーマソングとして使用されている。

## 作品

### アルバム
- 1 「中国語で歌う日本の心の歌」（1999年5月）
- 2 「日本語で歌う中国の心の歌」　中国江蘇文化音像出版　(2001年2月）
- 3 「日本語と中国語で歌う日本の心の歌]\」中国江蘇文化音像出版　(2001年11月）
- 4 「広宏世界の心の歌」　中国江蘇文化音像出版　(2002年6月）
- 5 「花鳥風月」 徳間ジャパン（2003年6月）
- 6 「大地」  オリジナルの歌含む15曲入り　(2004年2月）
- 7 「ガーデンブリッジを越えて」 （2004年12月）
- 8 「李広宏が歌う　日本の心」 （2006年6月）
- 9 「我已成千之風(千の風になって) 中国語版）」　（2008年6月）
- 10「ヨーロッパのロマンPart1」 （2009年10月）

## 書籍
- 『童話シカの白ちゃん』（中国語翻訳）」岡部伊都子著（2005年9月　藤原書店）
- 『老いた一本の桜の木』　エッセイ集（2008年1月）（日本語）
- 『ピアノ楽譜 中国語と日本語で歌う「日本の心の歌』　2007年
- 『中国語で歌おう! 日本の心の歌編』（2007年アルク）

### 関連書籍
- 『中国語ジャーナル』 「歌詞で学ぼう中国語〜中国語で歌う日本の名曲」(2006年4月号-2007年3月号)李広宏が訳詞担当
- 『まいにち中国語』 （NHKラジオ） (2009年5月-9月）今月の歌
- 『テレビで中国語』　（NHK教育)(2009年2月）
- 『聴く中国語』 「メロディーにのせて覚えよう中国語」 (2009年10月ー 日中通信社）